# Fort du cap Lévi
Le fort du cap Lévi est un ancien fort napoléonien du XIXe siècle situé sur la côte nord du Cotentin, à proximité des mouillages, afin de protéger au mieux le cabotage et se préserver des Anglais, qui se dresse sur le territoire de la commune française de Fermanville, dans le département de la Manche, en région Normandie.
Avec 11 autres batteries, il constituait les défenses des côtes du Cotentin contre la marine britannique.

## Localisation
Le fort est situé au cœur d’un vaste espace naturel protégé par le Conservatoire du littoral, sur la face ouest du cap Lévi, sur la commune de Fermanville, dans le département français de la Manche. Il fut implanté à cet endroit pour protéger l'est de la grande rade de Cherbourg et l'approche du port Lévi.

## Historique
Construit sous le Consulat, le fort du cap Lévi fut érigé de 1801 à 1806 à la demande de Napoléon Bonaparte, afin de protéger le développement du cabotage et le transport de matériaux pour les travaux de Cherbourg en mettant les navires à l'abri de son artillerie et de défendre le port Lévi. Pendant l'Empire il croisa le feu avec des vaisseaux anglais naviguant au large. À partir de 1861, il est modifié afin de répondre aux progrès de l'artillerie. Il est alors doté de quatre pièces d'artillerie toujours à ciel ouvert et sa capacité en hommes, vivres et matériels est accrue. Côté terre un bâtiment avec pont-levis en protège l'accès.
En 1866, à peine achevé, il est déjà obsolète notamment à cause de l'usage devenu commun, dès le milieu de XIXe siècle, dans l'artillerie du canon rayé. Le manque d'espace ne permettant pas son adaptation, il est déclassé en 1875. Mis en vente, il est acheté en 1881 par un ancien douanier, puis par un fabricant de beurre de Carentan.
En 1905, le fort est racheté par Charles-Henri Dumas-Vence (1872-1949), commissaire de bord à la Compagnie générale transatlantique, et sa sœur, tous deux enfants de l'amiral Dumas-Vence, pour en faire une résidence secondaire. Grand voyageur, Dumas-Vence remplit le fort de ses souvenirs de voyage (tapis, coquillages, œufs d'autruche, bronzes d'extrême-Orient, armes anciennes, instruments de marine, de très beaux livres et gravures, et un crocodile naturalisé), aménage un jardin d’agrément et un potager, et y installe un pavillon mauresque ramené de l'Exposition universelle de 1900. Disposant d’un vaste réseau d'amis et de relations, il en fait un lieu de vacances et de réception. Les Dumas-Vence l'utilisent comme résidence secondaire jusqu'en 1939.
Le fort reprend du service au cours des Première et Seconde Guerres mondiales. Réquisitionné et occupé en 1940 par les Allemands, il est sévèrement endommagé par les bombardements de 1944 ; le côté droit aurait été endommagé par le fait d’aviateurs britanniques revenant d’une action de bombardement sur le radar de Maupertus et souhaitant rentrer à vide au Royaume-Uni.
Le fort est en ruines lorsqu’il est acheté en 1953 par l'industriel Félix Amiot, propriétaire de l'important chantier naval cherbourgeois des Constructions mécaniques de Normandie. Amiot aménage le « Fort-Amiot » en une résidence privée et de prestige dans laquelle il reçoit ses invités. Il transforme la poudrière en salle de réception, avec cheminée centrale, portes fenêtres, parquet bateau et pignon en pierre bleue. Dans le mur d'escarpe, il aménage une baie vitrée afin de libérer la vue sur la mer, et en contrebas, dans les rochers, il aménage une cale. Ce sont ces aménagements qui subsistent aujourd’hui.
Implanté au cœur du littoral naturel du Val de Saire, le site devient, en 1990, propriété du Conservatoire du littoral et est intégré au site de la Pointe du Brick, qui en confie l'aménagement, la gestion et l'animation au Conseil départemental de la Manche dans le cadre du Réseau départemental des sites et musées de la Manche.
Le fort du cap Lévi est aujourd'hui ouvert au public et est un lieu de séjour en chambre d'hôtes. On y découvre l'architecture napoléonienne militaire, une vue sur la vaste rade de Cherbourg ainsi que les milieux naturels environnants tels que les anses du Brick et de Tocquebœuf, les landes du Brûlé, la plage de la Mondrée, le port Pignot, la vallée des Moulins accessibles depuis le sentier des douaniers qui passe au pied du fort.

## Description
Le fort comportait à son origine une batterie semi-circulaire de 35 mètres de diamètre, à 19,50 m au-dessus du niveau des hautes mers, équipée de deux bouches à feu de 24 livres, protégées par un parapet en terre de 7 mètres d'épaisseur. Derrière celle-ci se trouvait un magasin d'une capacité de 1 500 kg de poudres, un corps de garde, édifié en 1806, pouvant abriter 15 hommes, protégé par une levée de terre pour limiter l'impact des tirs d'artillerie, et un logement pour le gardien. Le magasin à poudre avec son arc en plein cintre recouvert de terre était conçu pour être à l'épreuve des boulets ennemis.
Un front bastionné de 41 mètres, à la gorge du fort, est fermé en 1861, par un corps de bâtiments comprenant entre autres une cuisine, un magasin à vivre et un bureau de chef de poste, un nouveau corps de garde pour loger 20 hommes. La plate-forme de tir est alors modifiée pour s'adapter au progrès de l'artillerie,  et prendre sa forme actuelle. Elle est surélevée et dotée de trois pièces de face et d'une latérale, pour défendre le petit port Lévi.

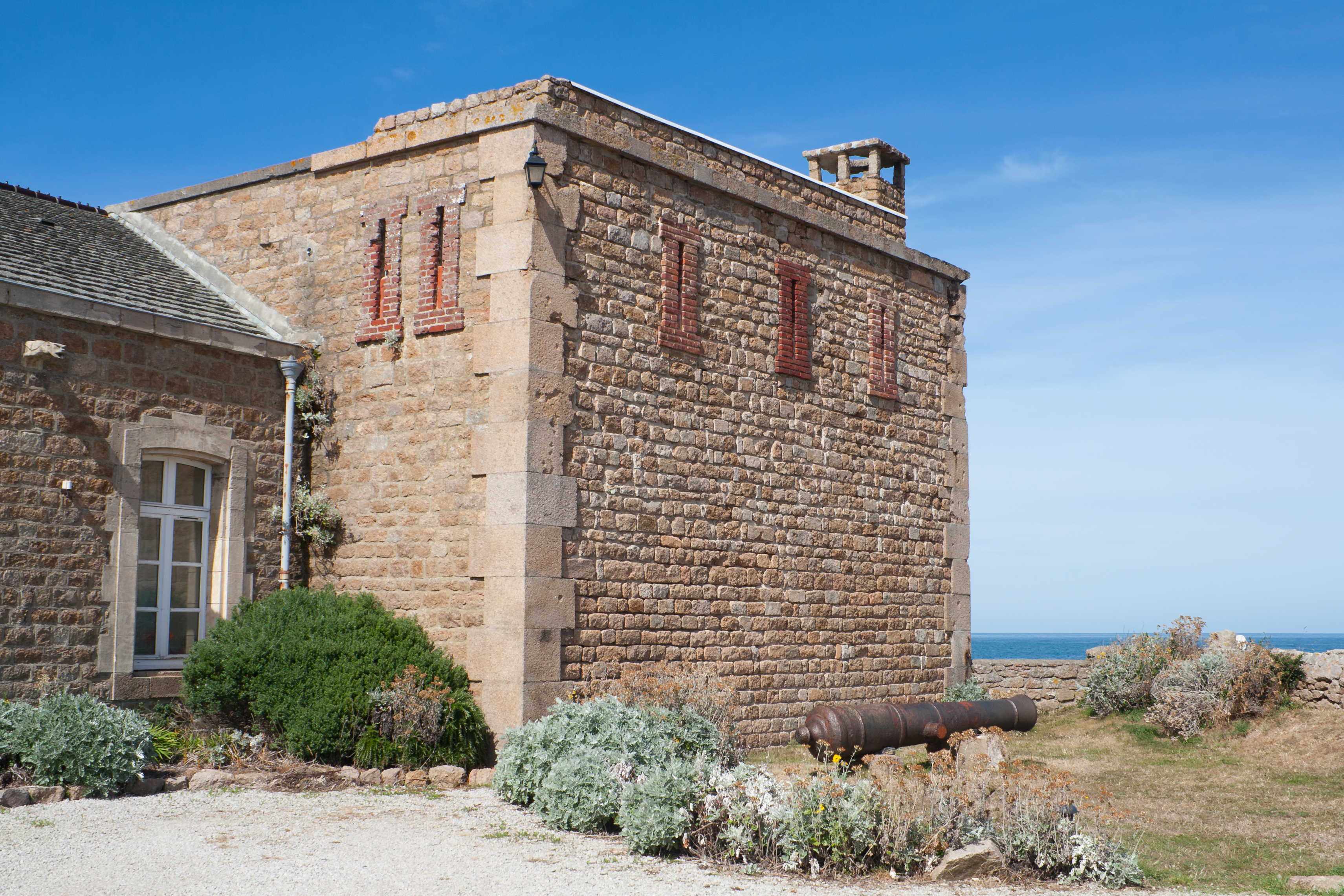
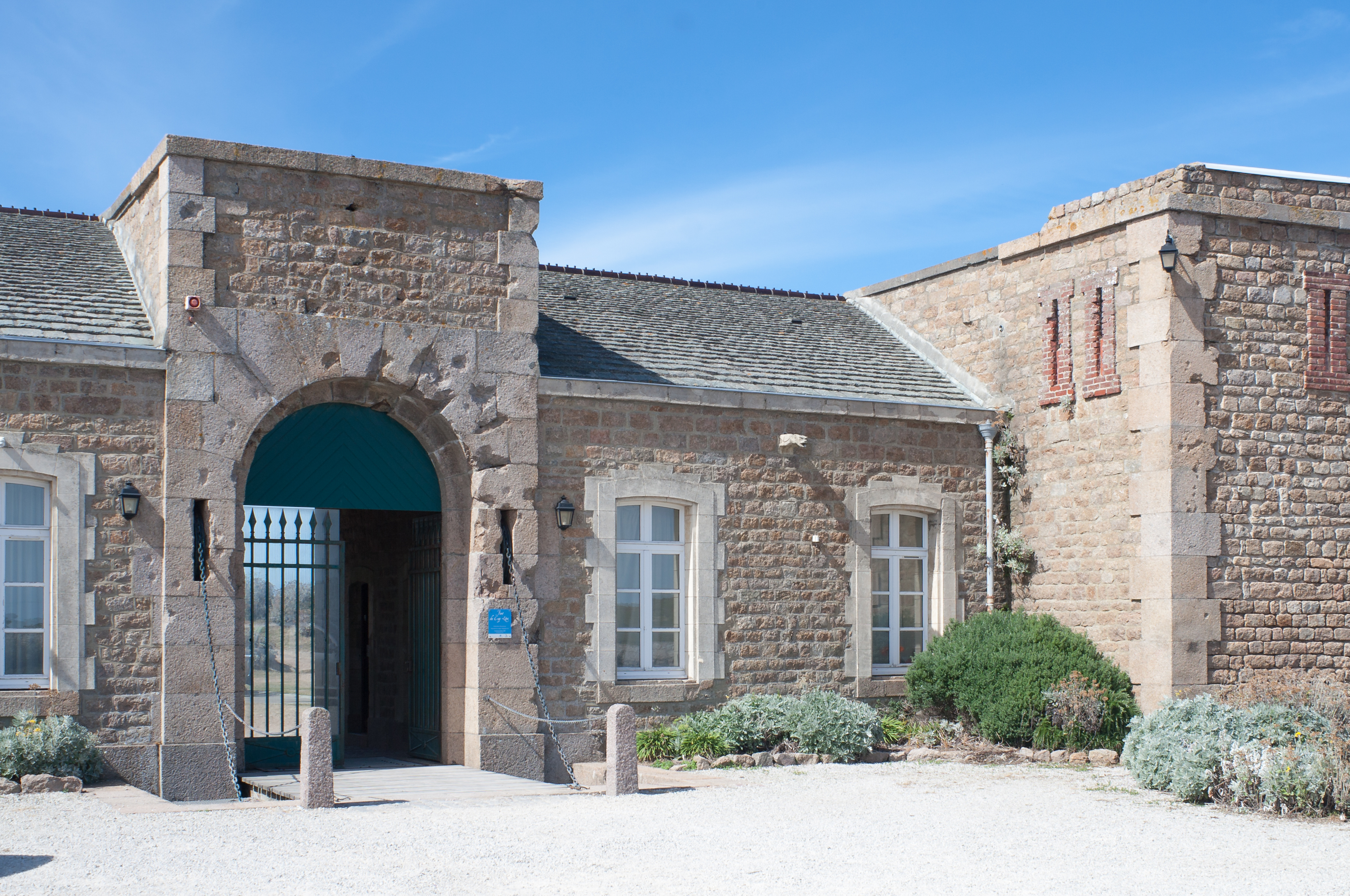
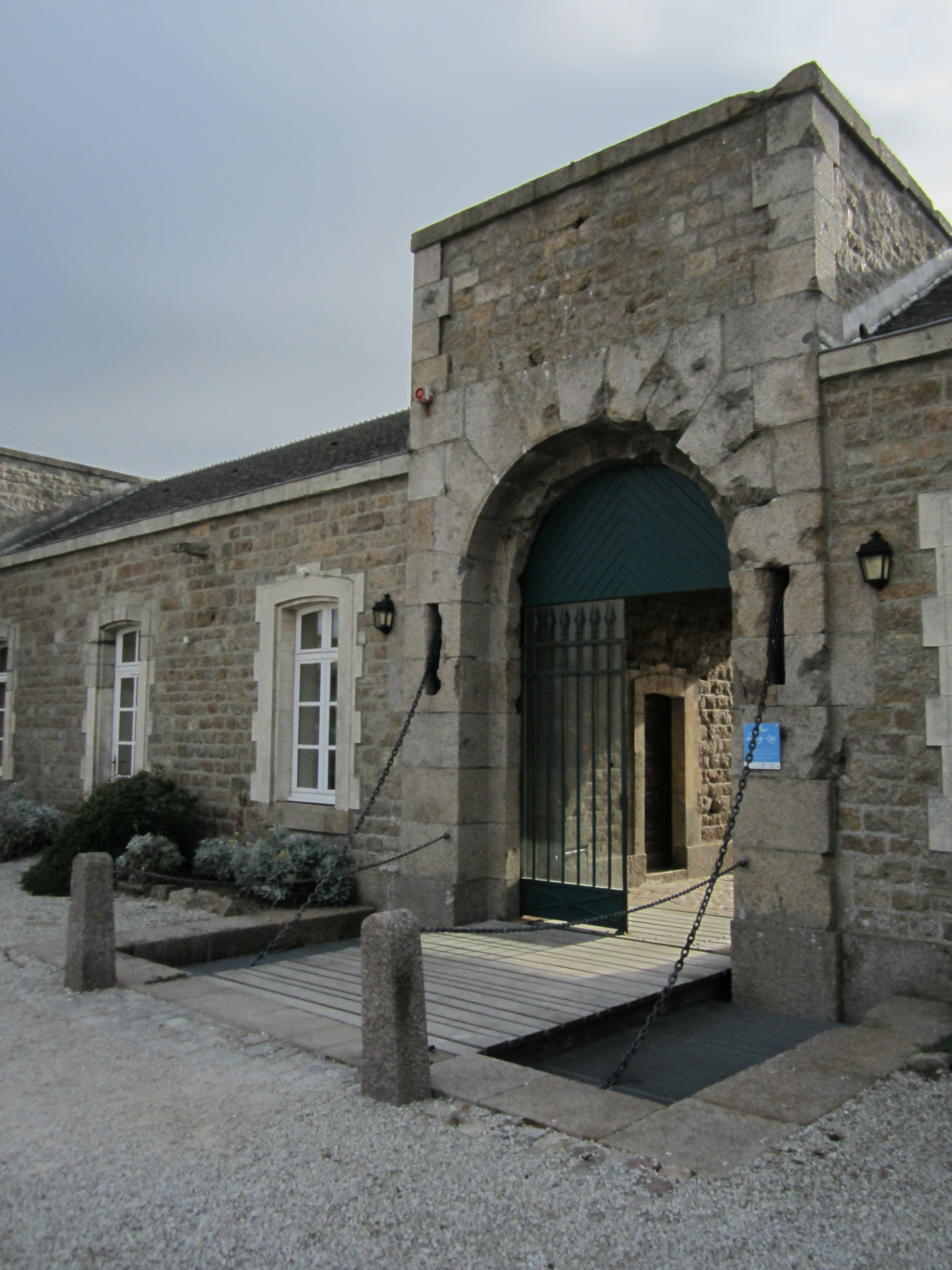
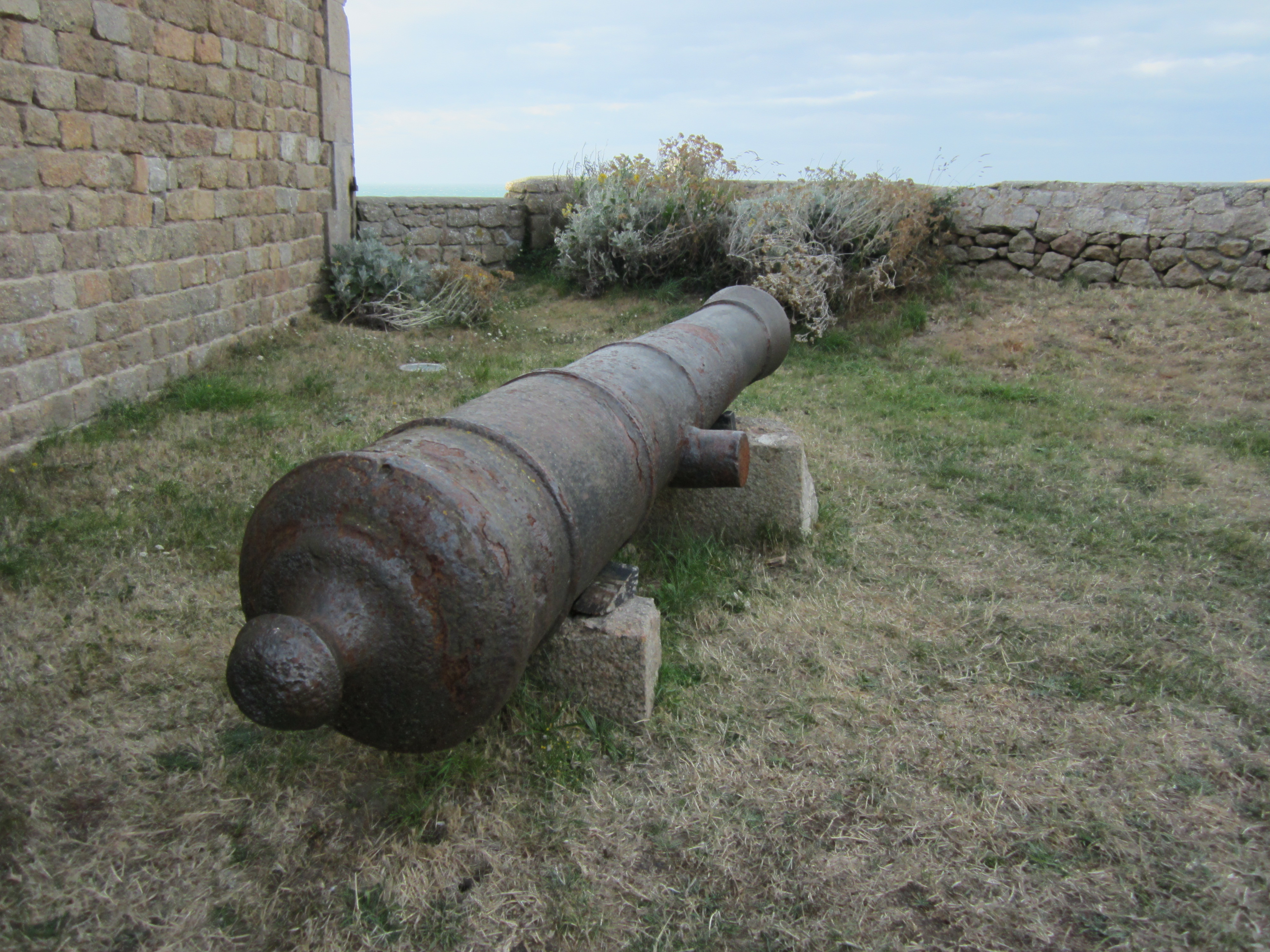
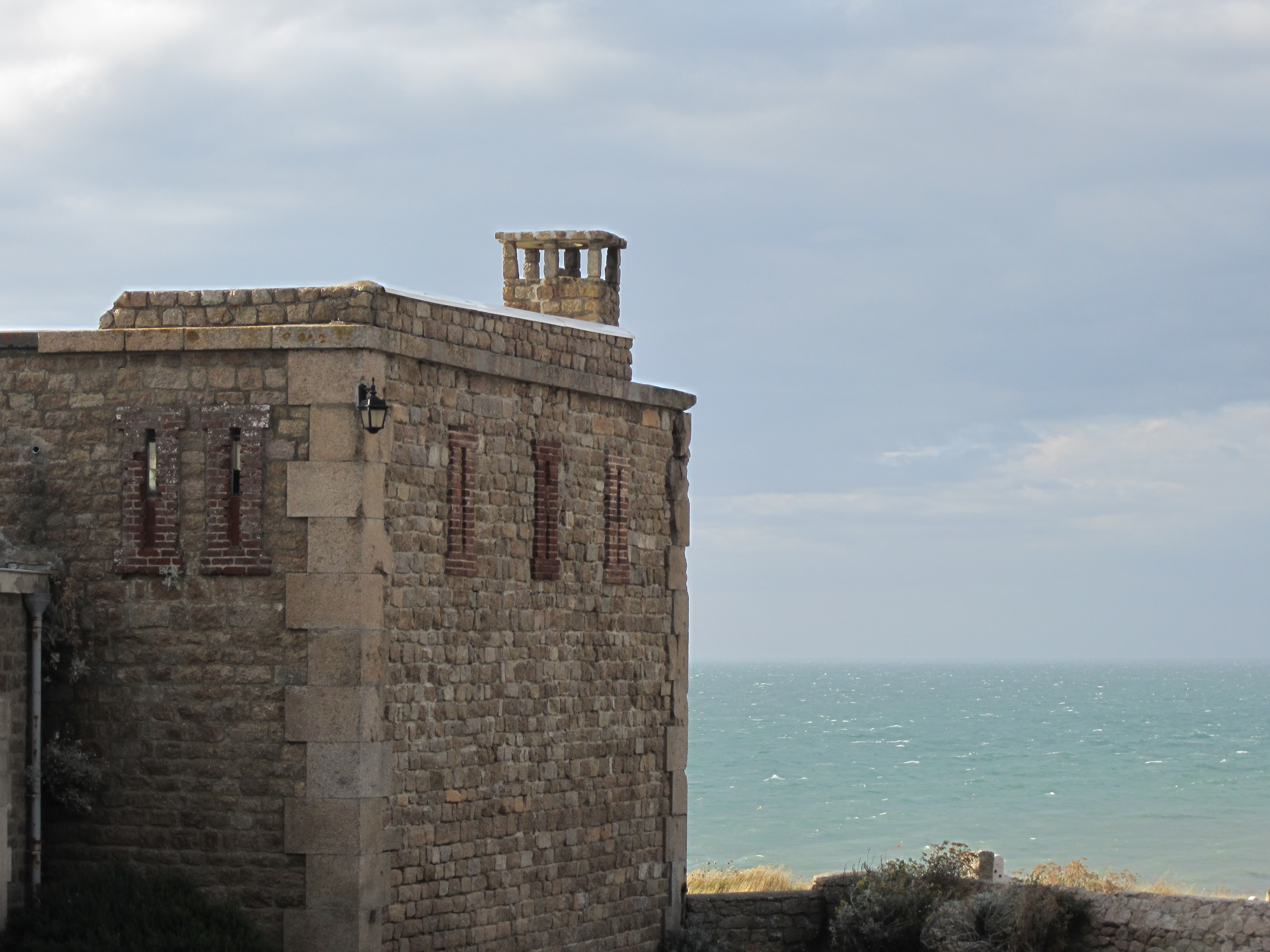
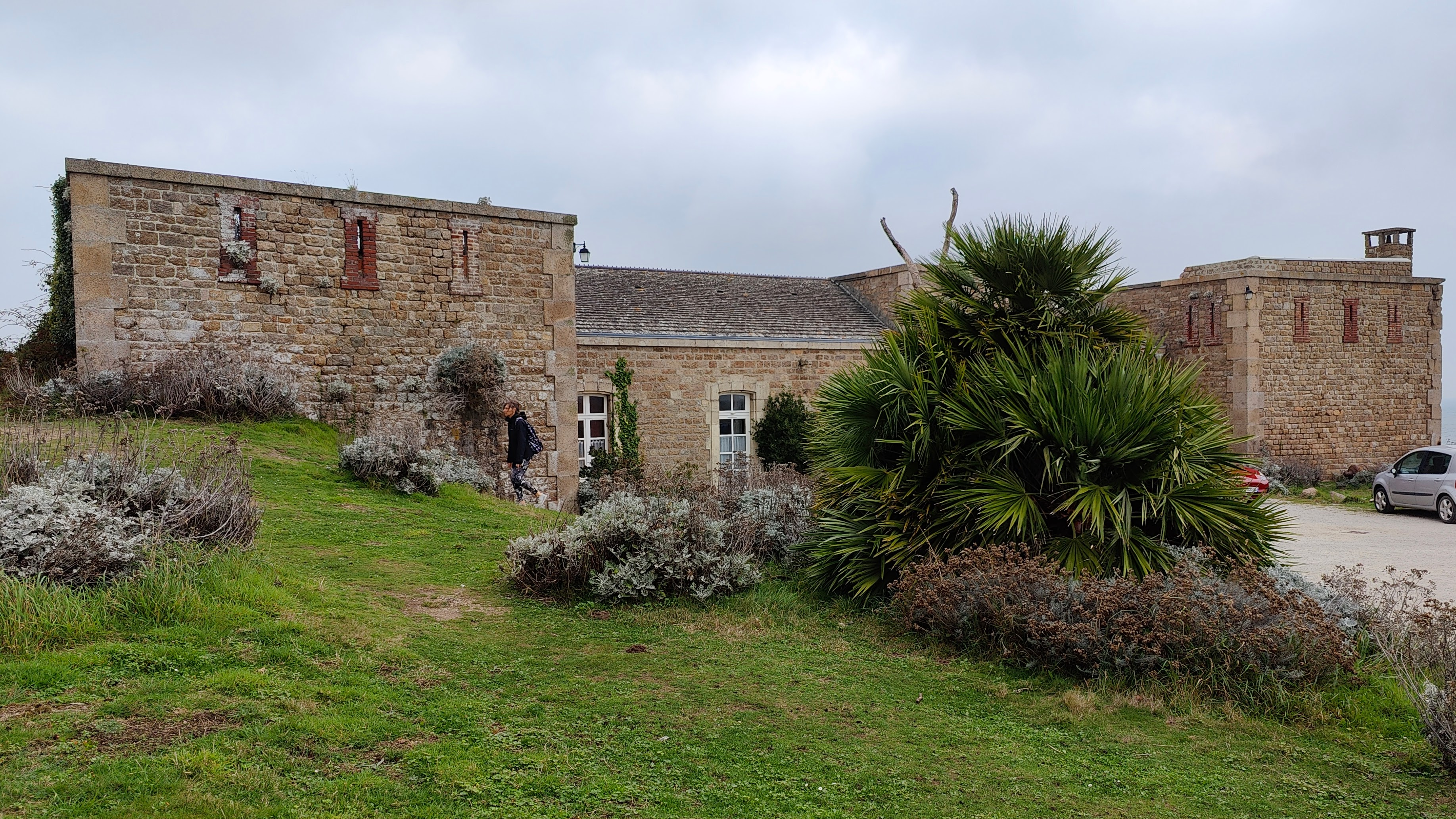